# Civilsamhällesorganisation
En civilsamhällesorganisation, även icke-statlig organisation eller NGO (efter engelskans non-governmental organisation), är en organisation som fristående från staten och myndigheter utför socialt arbete och agerar i allmänhetens intresse. Organisationens medlemmar verkar genom en demokratiskt process och medlar mellan offentliga myndigheter och allmänheten.
Det saknas en entydig definition för begreppet. Således räknas ibland och ibland inte politiska partier eller kommersiella verksamheter in i begreppet. I dess mest utvidgade definition likställs termen med civilsamhället, eller åtminstone den formaliserade delen av denna. Som del av civilsamhället bidrar de till ett lands demokratiska utveckling.

## Verksamhet och varianter
Organisationen kan ha antingen ideella eller kommersiella mål med sin verksamhet. En NGO är del av en stats civilsamhälle och kan även verka över nations- och statsgränser.
Exempel på civilsamhällesorganisationer är:
- parterna på arbetsmarknaden (arbetsgivarorganisationer och fackföreningar)

- icke-statliga organisationer (exempelvis verkande för miljö-[3] och konsumentskydd)
- gräsrotsrörelser (exempelvis familje- och ungdomsorganisationer)

Bland de olika typerna av NGO:er finns olika aktions- och opinionsgrupper samt frivilligorganisationer. Därutöver finns sociala rörelser och nätverk, sammanslutningar av religiös karaktär, stiftelser och föreningar på nationell till grannskapsnivå. En sådan organisation kan arrangera folkbildning, mikrolån eller bostadskooperativ.

### FN och EU
En civilsamhällesorganisation kan få konsultativ NGO-status av Förenta nationerna. Därmed kan man bli remissorgan eller rådgivare åt FN, med rätt att sända delegater till internationella FN-konferenser. År 2023 hade drygt 6 000 organisationer fått NGO-status som remissinstans till något FN-organ. Bland dessa finns Amnesty International, Oxfam International, Samerådet och Världsrådet för urbefolkningar. Se vidare FN:s NGO-databas.
Inom EU är arbetstagar- och arbetsgivarorganisationer via EESK delaktiga inom EU:s lagstiftningsprocess. Europeiska kommissionen samarbetar med NGO:er genom bland annat EU:s dialog med intressenter och Progress-programmet.

### Sverige
I Sverige kallas den associationsform som en ideell organisation använder sig av för ideell förening. Många svenska ideella föreningar har historisk grund i folkrörelser. Ekonomisk förening är en svensk associationsform för en annan typ av civilsamhällesorganisationer vars verksamhet baseras på medlemmarnas ekonomiska intressen.
I Sverige är folkrörelser, kvinnogrupper och fackförbund exempel på organisationer som är del av civilsamhället.
I vidare mening är även företag exempel på en organisationsform med lokal, nationell eller transnationell karaktär.